# Земо-Схвілісі
Земо-Схвілісі (груз. ზემო სხვილისი) — село в Грузії.
За даними перепису населення 2014 року в селі проживає 278 осіб.